# Uta Rensch

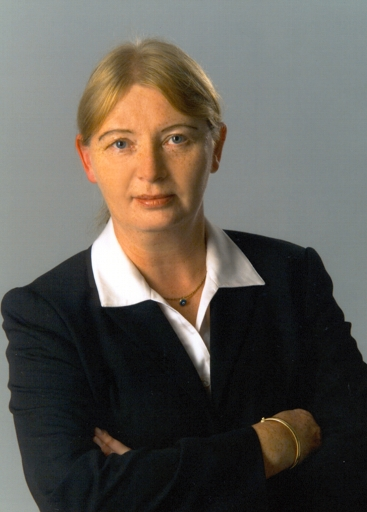
Uta Rensch (2008)

Uta Rensch (* 28. Juni 1952 in Baalsdorf bei Leipzig) ist eine deutsche Kommunalpolitikerin (SPD). Sie war von 2001 bis 2008 Oberbürgermeisterin der Großen Kreisstadt Freiberg.

## Leben
Nach ihrem Abitur an dem Geschwister-Scholl-Gymnasium in Freiberg (Sachsen) studierte Rensch an der Technischen Universität Bergakademie Freiberg von 1971 bis 1975 physikalische Metallkunde und schloss 1975 als Diplomingenieur ab. Von 1975 bis 1986 war sie wissenschaftliche Assistentin der Sektion Physik und Technik elektronischer Bauelemente an der TH Ilmenau. 1983 promovierte sie dort zum Thema Untersuchung der Strukturausbildung dünner Aluminiumnitrid-Schichten auf monokristallinem Silizium als Doktoringenieur für Elektronik-Werkstofftechnik.
Von 1986 bis 1991 arbeitete sie als wissenschaftliche Mitarbeiterin am Institut für Nichteisenmetalle Freiberg. Von 1991 bis 1994 war sie als Dozent für Erwachsenenqualifizierung am Computerbildungszentrum Freiberg tätig. Von 1994 bis 1997 war sie Mitarbeiterin am Umwelttechnik Technologiezentrum Freiberg. Von 1997 bis 2001 arbeitete sie als wissenschaftliche Mitarbeiterin in Forschungsprojekten an der Technischen Universität Bergakademie Freiberg. Sie schrieb während ihrer wissenschaftlichen Tätigkeit ca. 15 Veröffentlichungen in Fachzeitschriften. Rensch ist seit 2000 Mitglied der SPD. Im Jahr 2001 wurde sie als Nachfolgerin von Konrad Heinze (CDU) zur Oberbürgermeisterin von Freiberg gewählt. Im zweiten Wahlgang der Oberbürgermeisterwahl am 22. Juni 2008 verlor sie gegen den parteilosen Kandidaten Bernd-Erwin Schramm. Seit März 2009 ist Rensch Geschäftsführerin der Landesexzellenzinitiative für Funktionales Strukturdesign neuer Hochleistungswerkstoffe durch Atomares Design und Defekt-Engineering (ADDE) an der TU Bergakademie Freiberg. Rensch war seit 1974 verheiratet, ist seit 2019 verwitwet und hat zwei Kinder.